# Michael Pfanner
Michael Pfanner (* 1955) ist ein deutscher Klassischer Archäologe und Restaurator.

## Leben und Wirken
Michael Pfanner wuchs im Dorf Neuhaus auf. Der Medizinforscher Nikolaus Pfanner ist einer seiner vier Geschwister. Michael Pfanner absolvierte eine Lehre als Steinbildhauer und Restaurator. Danach studierte er Klassische Archäologie und wurde 1981 an der Universität München mit einer Arbeit zum Thema Der Titusbogen promoviert. Ferner studierte er Architektur bis zum Dipl.-Ing. 1981/82 erhielt er das Reisestipendium des Deutschen Archäologischen Instituts, mit dessen Hilfe er den Mittelmeerraum bereisen konnte.
Er führt im Allgäu und in München eine eigene Firma, die sich mit Bildhauerei, Steinmetzarbeiten und Restaurierungsarbeiten befasst. Als Restaurator war er beispielsweise für die Notmaßnahme vor der Restaurierung und die Restaurierungsplanungen für das Markttor von Milet im Pergamonmuseum in Berlin zuständig. Er lehrt als Honorarprofessor am Institut für Klassische Archäologie an der Universität Leipzig. Pfanner gehört dem Fachbeirat des Jahrbuches Europäischer Sanierungskalender an. Zudem arbeitete er am Katalog Ex-Lateran der Vatikanischen Museen mit. Er ist seit der 4. Auflage Mitautor des von Rolf Snethlage verfassten Leitfaden Steinkonservierung. Planung von Untersuchungen und Maßnahmen zur Erhaltung von Denkmälern aus Naturstein, der nun als Standardwerk in der fünften Auflage vorliegt.

## Schriften (Auswahl)
- mit Hans-Markus von Kaenel (Hrsg.): Tschugg – römischer Gutshof. Grabung 1977. Nebengebäude (= Schriftenreihe der Erziehungsdirektion des Kantons Bern). Staatlicher Lehrmittelverlag, Bern 1980 (Digitalisat).
- Der Titusbogen (= Beiträge zur Erschließung hellenistischer und kaiserzeitlicher Skulptur und Architektur Band 2). Philipp von Zabern, Mainz 1983, ISBN 3-8053-0563-X (Digitalisat).
- mit Rolf Snethlage: Leitfaden Steinkonservierung. Planung von Untersuchungen und Maßnahmen zur Erhaltung von Denkmälern aus Naturstein. 5., vollständig überarbeitete und erweiterte Auflage. Fraunhofer-IRB-Verlag, Stuttgart 2020, ISBN 978-3-7388-0307-5.

## Auszeichnungen
- 2018: Denkmalschutzmedaille[2]